# 集集大眾爺廟
集集大眾爺廟，又稱大眾爺祠，是位於南投縣集集鎮的廟宇，據傳創建於清朝乾隆年間，收埋林爽文、戴潮春兩次事件亡故者之骨骸。所在風水據傳為「鯉魚地」，又鄰近公園、有集集大樟樹景觀，故為地方休憩場所及重要信仰中心。

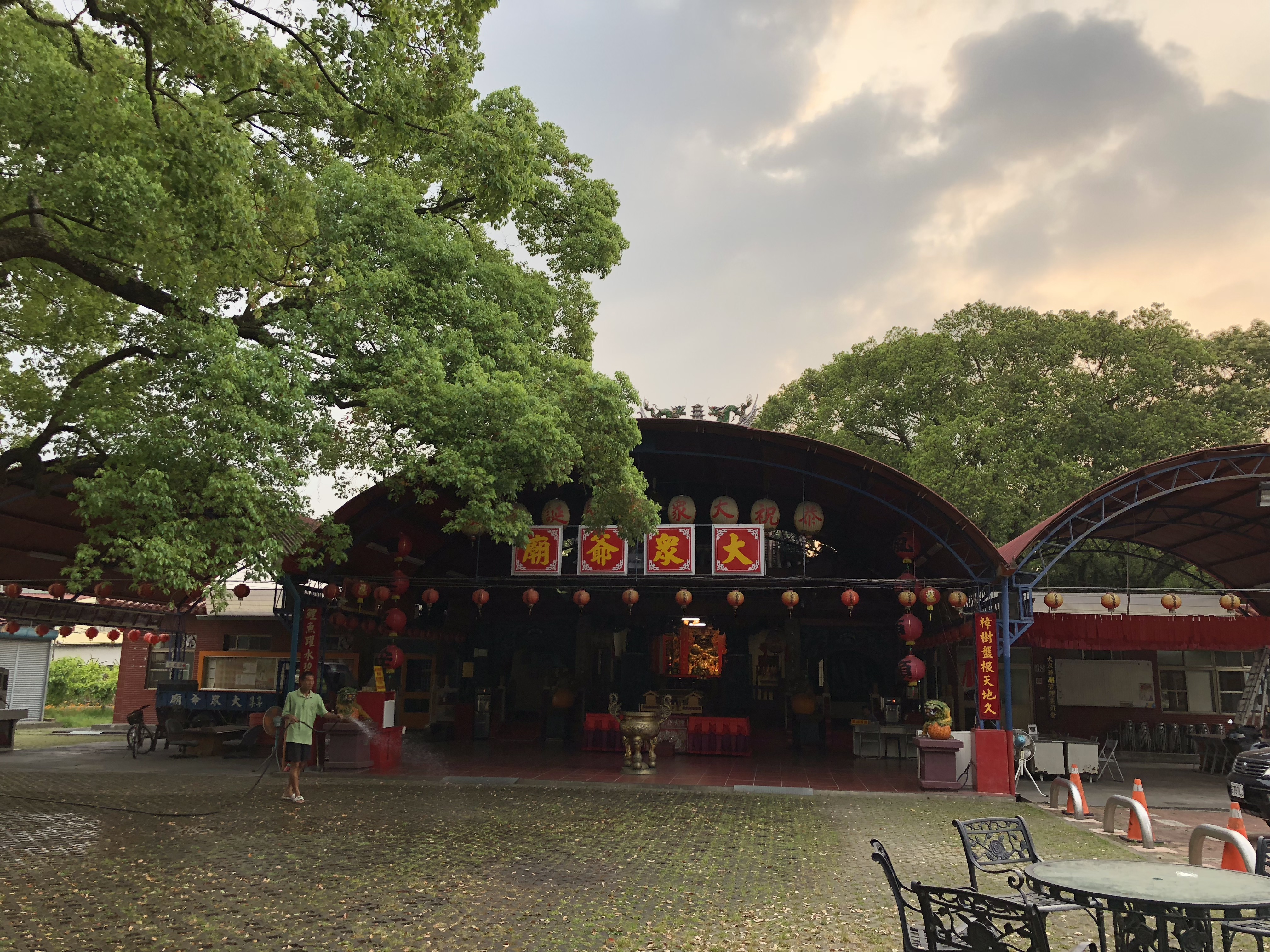
集集大眾爺祠與樟樹公

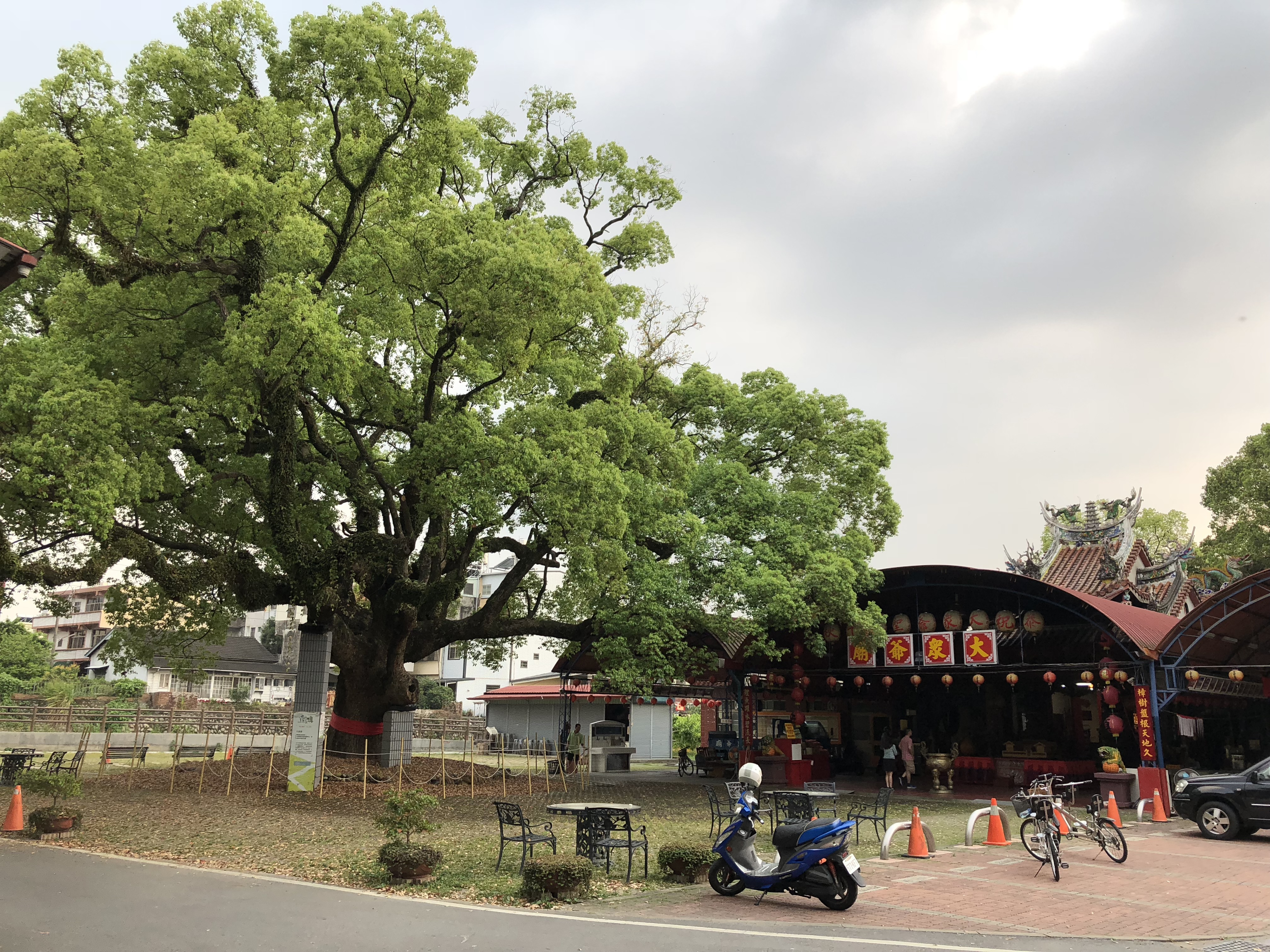
集集大眾爺祠與樟樹公(側拍)

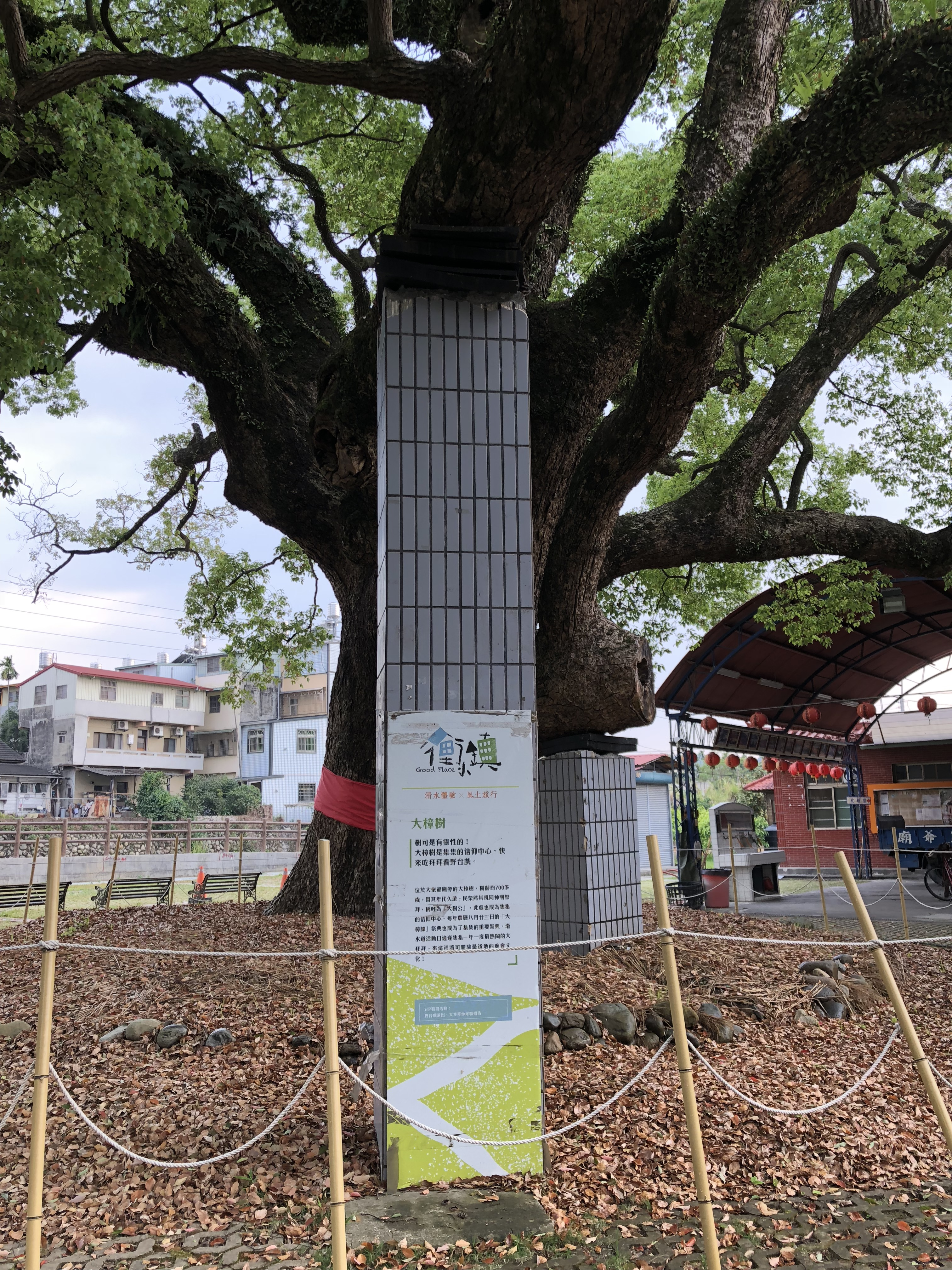
樟樹公的拐杖

## 歷史沿革

### 大眾爺廟
- 同治二年（西元1863年）戴軍再退集集堡，居民楊目丁響應戴軍（俗稱紅旗），清戴雙方激戰後戴軍敗退水社(日月潭)。同年八月二十三日，戴軍反攻集集堡，雙方人馬死亡枕籍，戴軍被俘斬數百餘人，濁水溪為之染紅，當地居民將此次戰爭遺骸和先前林爽文事件之遺骸，合葬建祠祭祀，即今大眾爺廟之前身。
- 光緒初年，重修廟祠，大眾爺公顯靈化身，親自要求雕塑大眾爺公神像一尊，更定於農曆8月23日舉行祭典。[1]

## 佔地及設施
大眾爺廟佔地約5分，旁鄰4分公園土地，為遊客與鎮民之休憩場所。廟地為「鯉魚地」風水，是以建有鯉魚池。該池全長80公尺，於民國106年（西元2017）年初進行改善工程，內容包含開挖地下水；重新油漆池中龍吐水及錦鯉雕像；增設許願盆；放養千餘尾錦鯉、鱘龍魚、烏鰡等魚類，於同年2月14日完工。

## 傳說
- 日治時期集集樟業興盛，四處都在砍伐樟木，唯和平公園之樟樹不受影響，當時有人在此執意伐木，卻受各種力量阻撓無法如願。
- 大眾爺廟週邊曾為日人之新高神社及武德殿所在地，附近有油料庫，基於安全理由，日軍禁止百姓在大眾爺廟上香祭拜。後神靈使駐地日軍晚上睡床，早上醒來則在屋外場地，遂讓日軍取消禁制並一同禮拜樟樹公。
- 樟樹公不允許民間砍伐，然而民眾卻有意修整支木，大眾爺遂告知民眾由其負責，支木也於聖誕祭典將近、眾人見證之下應聲而斷，事蹟傳遍鄰里。[1]

## 祭典
每年農曆八月二十三號為樟樹公（大眾爺）千秋誕辰。除了祭祀活動之外，這幾天也是集集鎮的年度地方盛會，街道市集大排長龍、民眾宴客，當日晚間也會舉行社區團體表演、施放煙火為地方祈福。

## 外部連結
- 集集大眾爺廟官方網誌
- 集集大眾爺廟FB官方連結
- 內政部台灣宗教地圖 （页面存档备份，存于）